# David John Astley
David John "Dai" Astley (11 d'octubre de 1909 - 7 de novembre de 1989) fou un futbolista gal·lès de la dècada de 1930.
Pel que fa a clubs, defensà els colors de Merthyr Town, Charlton, Aston Villa, Derby County, Blackpool i Metz, després de la Guerra Mundial. Amb l'Aston Villa marcà 92 gols en 165 partits.
Fou 13 cops internacional amb la selecció de Gal·les amb la que marcà 12 gols.
Posteriorment fou entrenador a clubs com l'Inter de Milà.